# 南台寺 (湖南省)
南台寺（なんだいじ）は、中華人民共和国湖南省衡陽市南嶽区にある仏教寺院。南台寺は禅宗の曹洞宗・雲門宗・法眼宗三家の祖庭である。 

## 歴史
南台寺は、南朝梁の天監年間（502年-519年）に創建された。高僧海印がその山秀地霊を喜び、結庵して居した。
唐の天宝元年（742年）、石頭希遷が住した。慧能の南宗禅法を伝授したので、学者が参集し、寺もまた南方禅宗第一の大道場となり、また禅宗の曹洞・雲門・法眼三家の祖庭となった。南宋の乾道3年（1167年）、朱熹が張栻とこの寺へ観光に来た。明の弘治年間（1488年-1505年）、無碍和尚が居した。清の光緒25年（1899年）、四川巡撫と僧の淡雲・福成・黙安が資金を募り全面重建し、1904年に落成した。
1907年、日本仏教曹洞宗法脈石頭希遷の第42代法孫の水野梅暁が率いる日本仏教礼祖代表団が南台寺を訪れ、梅暁は寺院に「鉄眼和尚倣明本蔵経」5,700余巻、貝葉仏像32幅を寄進した。
文化大革命の時、紅衛兵により寺廟などの宗教施設が徹底的に破壊され、寺内のすべての文化財が消えた。1981年、タイ王国華僑の黄彰任・欧陽愚夫婦は寺院に鎏金銅仏像1尊を寄付。
1983年、中華人民共和国国務院は仏寺を漢族地区仏教全国重点寺院に認定した。
1987年、湖南省仏教協会が宝曇を招いて住職とした。地元政府は寺院を修復する。

## 伽藍
山門、大雄宝殿（本堂）、天王殿、羅漢堂、蔵経楼、祖堂、法堂、雲水堂、金剛舎利塔

## 主な住僧
- 海印
- 石頭希遷
- 無碍
- 淡雲
- 宝曇
- 懐輝